# 濱海省 (波蘭)
54°17′40″N 18°09′11″E / 54.2944252°N 18.1531164°E
濱海省，又譯波美拉尼亚省或波莫爾斯基省，是波兰北部的一个省，包括历史地域东波美拉尼亚，首府為格但斯克。
根据1998年地方政府架构重整方案，现时的波美拉尼亚省在1999年1月1日成立，领土包括原先的格但斯克省、埃尔布隆格省和斯武普斯克省，名字正是传统地名波美拉尼亚。
濱海省滨临波罗的海，其西面是西滨海省（西波美拉尼亚省）。
格但斯克、索波特和格丁尼亚组成波兰三联市，位于该省中部。格但斯克湾旁更有赫尔半岛。著名旅游景点还有普茨克、克里尼查谟尔斯卡、乌斯特卡、亞斯塔爾尼亞、罗泽维耶和库舒尼察，同时也有很多渔港和灯塔。